# Kremis
Kremis is een gemeente (commune) in de regio Kayes in Mali. De gemeente telt 11.000 inwoners (2009).
De gemeente bestaat uit de volgende plaatsen:
- Kacoulou
- Kremis
- Sénéwaly Dialoubé
- Sénéwaly Tassarnabé
- Sénéwaly Tordianabé